# Società Sportiva Felice Scandone 1997-1998
Questa voce raccoglie le informazioni riguardanti la Società Sportiva Felice Scandone nelle competizioni ufficiali della stagione 1997-1998.

## Verdetti stagionali
Competizioni nazionali
- Serie A2:
  - stagione regolare: 9º posto su 13 squadre (12/18);
  - sconfitta ai quarti di finale dei play-off da Sassari.
- Coppa Italia
  - Eliminata ai sedicesimi di finale da Roma.

## Rosa 1997-1998
| Società Sportiva Felice Scandone 1997/1998 | Società Sportiva Felice Scandone 1997/1998 |
| Giocatori                                  | Staff tecnico                              |
| ------------------------------------------ | ------------------------------------------ |

| N. | Naz.                   | Ruolo | Nome                                   | Anno | Alt.   | Peso   |  |
| -- | ---------------------- | ----- | -------------------------------------- | ---- | ------ | ------ |  |
|    | Stati Uniti (bandiera) | G     | Walter Bond (dal 4 gennaio)            | 1969 | 195 cm |        |  |
|    | Italia (bandiera)      | C     | Giacomantonio Tufano (dal 12 ottobre)  | 1969 | 208 cm | 119 kg |  |
|    | Italia (bandiera)      |       | Matteo Totaro                          | 1966 |        |        |  |
|    | Italia (bandiera)      |       | Michelangelo Pavone                    | 1974 |        |        |  |
|    | Italia (bandiera)      | P     | Marco Lokar                            | 1969 | 187 cm | 78 kg  |  |
|    | Italia (bandiera)      |       | Fabio Liberatori                       | 1975 |        |        |  |
|    | Italia (bandiera)      |       | Cristiano Grappasonni (dal 25 gennaio) | 1972 | 204 cm | 96 kg  |  |
|    | Italia (bandiera)      |       | Giuseppe Frascolla                     | 1962 |        |        |  |
|    | Stati Uniti (bandiera) |       | Terry Dozier                           | 1966 | 205 cm | 110 kg |  |
|    | Italia (bandiera)      |       | Sergio Zucchi                          | 1968 |        |        |  |

| Allenatore                                                               |
| - Antonio Zorzi (dal 20 febbraio) - Gianluca Tucci (fino al 18 febbraio) |
| Assistente/i                                                             |
| - Nessuno Legenda - (C) Capitano Roster                                  |

| Giocatori svincolati o trasferiti | Giocatori svincolati o trasferiti | Giocatori svincolati o trasferiti |
| Giocatore                         | Data                              |                                   |
| --------------------------------- | --------------------------------- | --------------------------------- |
| Danilo Del Cadia                  | fino al 15 marzo                  |                                   |
| Marco Borneo                      | fino al 21 dicembre               |                                   |
| Jason Sutherland                  | dal 23 novembre al 14 dicembre    |                                   |
| Cuonzo Martin                     | fino al 21 dicembre               |                                   |

## Risultati

### Regular season

#### Girone di andata
| Avellino 21 settembre 1997 1ª giornata | Scandone Avellino | 74 – 80 | S.C. Montecatini | PalaDelMauro |

| Livorno 28 settembre 1997 2ª giornata | Basket Livorno | 92 – 81 | Scandone Avellino | PalaMacchia |

| Avellino 5 ottobre 1997 3ª giornata | Scandone Avellino | 74 – 72 | Jesi Academy | PalaDelMauro |

| 12 ottobre 1997 4ª giornata | A.P.L. Pozzuoli | 77 – 86 | Scandone Avellino |  |

| Avellino 19 ottobre 1997 5ª giornata | Scandone Avellino | 78 – 73 | Pall. Trieste | PalaDelMauro |

| Fabriano 26 ottobre 1997 6ª giornata | Fabriano Basket | 84 – 74 | Scandone Avellino | PalaIndesit |

| Avellino 30 ottobre 1997 7ª giornata | Scandone Avellino | 92 – 70 | Juvecaserta | PalaDelMauro |

| Imola 2 novembre 1997 8ª giornata | A. Costa Imola | 106 – 75 | Scandone Avellino | PalaCattani |

| Gorizia 9 novembre 1997 9ª giornata | Gorizia | 101 – 70 | Scandone Avellino | Palasport |

| Avellino 23 novembre 1997 11ª giornata | Scandone Avellino | 85 – 83 | Dinamo Sassari | PalaDelMauro |

| Napoli 7 dicembre 1997 12ª giornata | Partenope | 78 – 75 | Scandone Avellino | PalaBleu |

| Avellino 14 dicembre 1997 13ª giornata | Scandone Avellino | 73 – 75 | Libertas Forlì | PalaDelMauro |

#### Girone di ritorno
| Montecatini Terme 21 dicembre 1997 1ª giornata | RB Montecatini | 100 – 89 | Scandone Avellino |  |

| Avellino 4 gennaio 1998 2ª giornata | Scandone Avellino | 72 – 76 | Basket Livorno | PalaDelMauro |

| 11 gennaio 1998 3ª giornata | Jesi Academy | 83 – 90 | Scandone Avellino |  |

| Avellino 18 gennaio 1998 4ª giornata | Scandone Avellino | 77 – 67 | A.P.L. Pozzuoli | PalaDelMauro |

| Trieste 25 gennaio 1998 5ª giornata | Pall. Trieste | 70 – 68 | Scandone Avellino | PalaTrieste |

| Avellino 29 gennaio 1998 6ª giornata | Scandone Avellino | 81 – 73 | Fabriano Basket | PalaDelMauro |

| 1º febbraio 1998 7ª giornata | Juvecaserta | 69 – 52 | Scandone Avellino |  |

| Avellino 8 febbraio 1998 8ª giornata | Scandone Avellino | 98 – 107 | A. Costa Imola | PalaDelMauro |

| Avellino 15 febbraio 1998 9ª giornata | Scandone Avellino | 64 – 79 | Gorizia | PalaDelMauro |

| Sassari 5 marzo 1998 11ª giornata | Dinamo Sassari | 83 – 69 | Scandone Avellino | PalaSerradimigni |

| Avellino 8 marzo 1998 12ª giornata | Scandone Avellino | 89 – 75 | Partenope | PalaDelMauro |

| Forlì 15 marzo 1998 13ª giornata | Libertas Forlì | 102 – 94 | Scandone Avellino | PalaGalassi |

#### Fase ad orologio
Fase ad orologio
| Avellino 22 marzo 1998 1ª giornata Seconda fase | Scandone Avellino | 80 – 82 | Pall. Trieste | PalaDelMauro |

| Gorizia 29 marzo 1998 2ª giornata Seconda fase | Gorizia | 76 – 78 | Scandone Avellino | Palasport |

| Avellino 5 aprile 1998 4ª giornata Seconda fase | Scandone Avellino | 85 – 77 | Fabriano Basket | PalaDelMauro |

| Sassari 11 aprile 1998 5ª giornata Seconda fase | Dinamo Sassari | 81 – 74 | Scandone Avellino | PalaSerradimigni |

| 16 aprile 1998 6ª giornata Seconda fase | RB Montecatini | 96 – 84 | Scandone Avellino |  |

| Avellino 19 aprile 1998 7ª giornata Seconda fase | Scandone Avellino | 85 – 76 | Partenope | PalaDelMauro |

#### Play-off
| Sassari 23 aprile 1998 1ª giornata Quarti | Dinamo Sassari | 79 – 78 | Scandone Avellino | PalaSerradimigni |

| Avellino 26 aprile 1998 2ª giornata Quarti | Scandone Avellino | 93 – 103 | Dinamo Sassari | PalaDelMauro |